# Tendra
Tendra er en sandbanke i Sortehavet nær kysten af Kherson oblast i Ukraine .
Øen fungerer som en adskillelse af Tendra-bugten fra Sortehavet og er placeret i den sydlige og vestlige del af bugten. I vest har øen en spids Bili Kuchuhury, der strækker sig mod øst gennem Tendra-bugten som en sandbanke, når Yahorlyk Kut- halvøen. Bili Kuchuhury har Bili Kuchuhury Fyrtårn.